# Thora Birchová
Thora Birch (* 12. března 1982 Los Angeles) je americká filmová herečka a producentka.
Její rodiče jsou pornoherci Carol Connorsová a Jack Birch. Křestní jméno dostala podle germánského boha Thóra. S herectvím začala ve věku čtyř let. V roce 1988 se objevila ve vědeckofantastickém filmu Purple People Eater a získala Young Artist Awards v kategorii hereček mladších devíti let. Dětské role ztvárnila ve filmech Prázdniny v ráji, Vysoká hra patriotů a Navždy spolu i v sitcomu Parenthood.
Na přelomu tisíciletí se stala představitelkou psychologicky náročných rolí rebelujících mladých žen, jako byla Jane ve filmu Americká krása (YoungStar Award a nominace na Cenu BAFTA za nejlepší ženský herecký výkon ve vedlejší roli) a Enid ve filmu Přízračný svět, za kterou získala cenu San Diego Film Critics Society a byla nominována na Zlatý glóbus za nejlepší ženský herecký výkon (komedie / muzikál). V České republice natáčela akční film Dračí doupě, účinkovala také ve videoklipu skupiny Limp Bizkit „Eat You Alive“, hlavní role v televizním filmu Bez domova jí vynesla nominaci na cenu Emmy. V roce 2004 získala Prism Award. V poslední době se věnuje převážně nezávislé kinematografii (Trable Petuniových).